# Calytrix fraseri
Calytrix fraseri är en myrtenväxtart som beskrevs av Allan Cunningham. Calytrix fraseri ingår i släktet Calytrix och familjen myrtenväxter. Inga underarter finns listade i Catalogue of Life.